# Obe (gebouw)
Obe is een paviljoen op het Oldehoofsterkerkhof in Leeuwarden in de Nederlandse provincie Friesland. Het gebouw is vernoemd naar de Friese dichter Obe Postma (1868-1963). 

## Beschrijving
De officiële opening vond plaats op vrijdag 2 februari 2018 als 'taalpaviljoen' voor het project rondom minderheidstalen Lân fan taal (Land van taal), een belangrijk onderdeel van Culturele hoofdstad van Europa Leeuwarden-Fryslân 2018. Het paviljoen met veel hout en glas, ontworpen door de Wolvegaster architect Stefan Prins, heeft een gewelfd dak dat fungeert als publieke tribune met uitzicht op het Oldehoofsterkerkhof en de Oldehove.
Na de opening kwam het paviljoen onder beheer van het nabij gelegen historisch centrum Tresoar. Na 2018 vonden er allerlei tentoonstellingen plaats, maar het beheer kostte veel geld en daarom maakte Tresoar vanaf 1 september 2023 niet langer gebruik van Obe voor tentoonstellingen en presentaties.
Sindsdien is in Obe een bezoekerscentrum voor toeristen gevestigd, een openbaar toilet en Atelier Stadsbouwmeester, een plek om mee te denken over de ruimtelijke toekomst van de stad.